# Florencio García Goyena
Florencio García Goyena (Tafalla, 27 d'octubre de 1783 - Madrid, 3 de juny de 1855) fou un jurista i polític navarrès, ministre i president de govern espanyol durant el regnat d'Isabel II d'Espanya.

## Biografia
Va cursar els seus estudis de dret a les Universitats de Madrid i Salamanca. En 1823 es va exiliar a França per les seves idees liberals, tornant a la mort de rei Ferran VII d'Espanya.
Va ocupar els càrrecs de síndic-consultor de les Corts i Diputació Foral de Navarra, fiscal criminal a Burgos, corregidor de Guipúscoa, governador civil de Granada i Saragossa regent de les audiències de València i Burgos en 1836, magistrat i president de la Sala d'Índies del Tribunal Suprem, formà part de la Comissió de Codificació amb Joaquín Pacheco en el gabinet de Joaquín María López López en 1843 i ministre de justícia i president del Govern entre setembre i octubre de 1847.
Incorporat aviat a la Comissió General de Codificació, a partir de 1846 va participar decisivament en l'elaboració del projecte de Codi Civil d'Espanya de 1851, tenint per base el Codi Civil Francès, passant a la posteritat com el seu principal redactor. En 1845 fou nomenat senador vitalici.
Admirador, en matèria penal, del jurista britànic Sir William Blackstone i de l'escola penal anglesa, excepte en el referent a la institució del Jurat, i poc inclinat a les idees de Cesare Beccaria en l'extrem d'aplicació de la pena màxima, va posar fre als drets forals, i va introduir l'habeas corpus en la legislació espanyola.

## Obres
- Código criminal español según las leyes y prácticas vigentes (1843)
- Concordancias, motivos y comentarios al Código Civil español (1852).[2]